# سید حسن رزاز
سید حسن شجاعت (۱۲۵۷ – ۱۳۲۰) معروف به سید حسن رزاز، باستانی کار و از نامدارترین پهلوانان تهران در دورهٔ قاجار و پهلوی بود.

## زندگی
سید حسن رزاز متولد و بزرگ شدهٔ تهران بود. او دورهٔ مقدمات علوم دینی را در تهران گذراند و برای ادامه تحصیل به نجف رفت در دروس یکی از رهبران مشروطه یعنی آخوند خراسانی شرکت کرد و تا اجتهاد نیز پیش رفت. سید حسن به علت شغل برنج‌فروشی، معروف به رزّاز بود.

## فعالیت‌ها
پس از ترور ناصرالدین شاه قاجار، به دستور آخوند خراسانی، حسن رزاز مأمور رساندن حکم علمای دینی نجف – که جلوگیری از زیاده‌طلبی روس‌ها و انگلیس‌ها و مانع از افتادن مملکت به آشوب و هرج و مرج بود – به علمای ایران، به خصوص علمای تهران شد، و با این اسناد مهم و محرمانه راهی ایران شده و مأموریت را در کمال سلامت به پایان رساند.
خدمات سید حسن رزاز نسبت به مشروطه‌خواهان تهران، توجه محمدعلی شاه را جلب کرد و به گونه‌ای که وی به جرم مشروطه‌خواهی، مدتی را در زندان قصر به سر برد، که گویا محکوم به اعدام هم بوده ولی یکی از درباریان خیراندیش، مانع قتل سید حسن شد.

## افتخارات
در زمان احمدشاه، زمانی که کشور در ناامنی و هرج و مرج به‌سر می‌برد، سید حسن رزاز با خرج خود برای شرکت در مسابقات به خارج از کشور، از جمله به روسیه و سوئد سفر نمود و در آن‌جا افتخاراتی برای ایران در زمینهٔ ورزش کسب کرد.
کشتی معروف رزاز که باعث شد او صاحب زنگ شود، کشتی او با پهلوان اصغر نجار – پهلوان پایتخت – بود. رزاز با نجار در زورخانهٔ «سرتخت بربری‌ها» باهم سرشاخ شدند. قدرت‌نمایی هر دو سبب گردید که هیچ‌کدام از عهدهٔ دیگری بر نیاید، اما کسی هم کشتی را رها نکرد.
کشتی دو پهلوان به درازا کشید، به طوری که «تنگه‌ها» – لباس کشتی‌گیری – سه بار پاره شد، پهلوان‌ها کم‌کم خسته شده و نفس‌ها سنگین شد. رزاز اما همچنان ادامه داد و نجار نیز تلاش کرد پا به پای او مبارزه کند، اما در نهایت از پا افتاده و رو به مرشد می‌کند و می‌گوید: مرشد! برای آقا (رزاز) بزن به زنگ! از امروز زنگ مال این پهلوانه!
رزاز از کشتی گیران هم دورهٔ حاج محمد صادق بلور فروش بود و پیوند دوستی عمیقی بین این دو بود به طوری که هیچ وقت این دو پهلوان باهم کشتی نگرفتند.

## درگذشت
رزاز در ۱۹ اسفند سال ۱۳۲۰ خورشیدی چشم از جهان فروبست و در گورستان ابن بابویه مدفون شد.
ژنرال ساخاروف سرهنگ ارتش شوروی در زمان اشغال ایران در خاطراتش می‌گوید: «صبح روز ۱۹ اسفند سال ۱۳۲۰، تهرانی‌ها جنازهٔ قهرمان محبوب خود که مردی سالخورده بود را تشییع کردند … یک مرشد سوار بر گاری اسبی جمعیت را با ضرب و آواز حزینی همراهی می‌کرد …».

## در رسانه

کتاب آخرین زنگی زمانه

سرگذشت سید حسن رزاز در کتابی با عنوان «آخرین زنگی زمانه» به قلم جمشید صداقت‌نژاد، توسط نشر هفت روز منتشر شده‌ است.
همچنین نمایشی رادیویی با محوریت وی در رادیو نمایش تولید شده‌ است و در بخشی از سریال در چشم باد، کشتی وی با پهلوان هندی به نمایش در می‌آید.
در سریال شبکه مخفی زنان، رضا بهبودی نقش سیدحسن رزاز را بازی کرد.

## نگارخانه

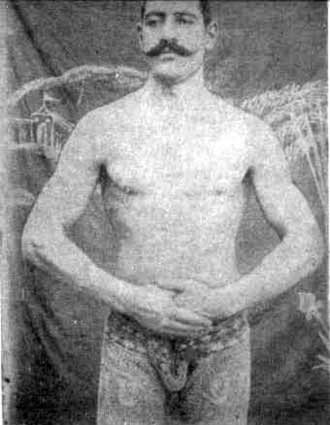
سید حسن رزاز
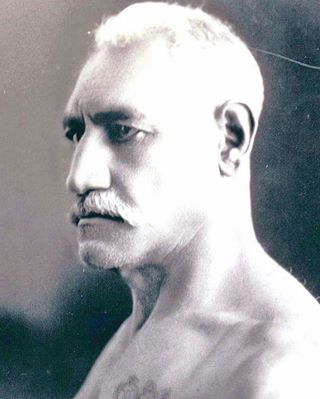
سید حسن رزاز
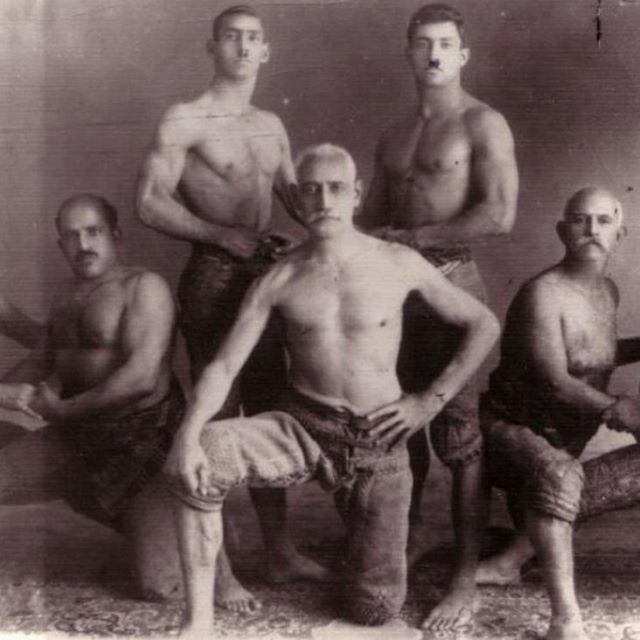
وسط سید حسن شجاعت؛ نشسته سمت راست، پهلوان کاظم شاه‌آبادی؛ سمت چپ، اکبر آهنگر؛ ایستاده راست، پهلوان کاظم طبق‌کش؛ ایستاده از چپ مصطفی کلیایی (زاغی)
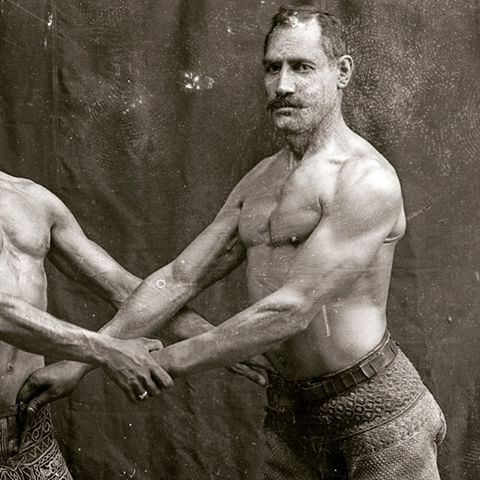
سید حسن رزاز
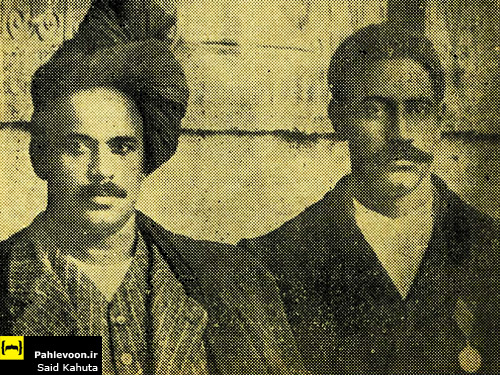
سید حسن رزاز در کنار گشتی‌گیر هندی، سید کاهوتا